# Heteropinus
Heteropinus is een geslacht van wantsen uit de familie van de Reduviidae (roofwantsen). Het geslacht werd voor het eerst wetenschappelijk beschreven door Gustav Breddin in 1903.

## Soorten
Het genus bevat de volgende soorten:

- Heteropinus bimaculatus Villiers, 1948
- Heteropinus congoanus Villiers, 1943
- Heteropinus corticalis Bergroth, 1916
- Heteropinus denticulatus Villiers, 1948
- Heteropinus discretus Varela, 1903
- Heteropinus fenestratus Villiers, 1967
- Heteropinus guineensis Villiers, 1948
- Heteropinus letouzeyi Villiers, 1943
- Heteropinus mollis Breddin, 1903
- Heteropinus squamulosus Villiers, 1943
- Heteropinus zumpti Schouteden, 1943